# Marketo
Marketo Inc.（マルケト）とは、マーケティングオートメーションに特化したSaaS収益実績管理および中規模・エンタープライズ企業間取引向けセールスエフェクティブソフトウェア企業である。2018年10月以降、アドビの子会社である。

## 背景と歴史
本社をアメリカ合衆国カリフォルニア州のサンマテオに、支社をポートランド、ダブリン（アイルランド）、シドニー（オーストラリア）に構えている。2006年に全員かつてエピファニーの社員だったフィル・フェルナンデス、ジョン・ミラー、デビッド・モランディが設立した。目的はマーケティングプロフェッショナル向け製品の構築とビジネスの成長を速める収益実績を挙げる製品開発の経験を得ることだった。2008年最初の製品であるMarketo Lead Managementを、2009年にMarketo Sales Insightを、2010年にMarketo Revenue Cycle Analyticsを発売した。2011年11月、バッテリー・ベンチャーズによる追加の5000万ドル投資を含めて期日までにベンチャーキャピタルによる総額1億700万ドルの投資を受けることができたことを発表した。2011年末、12月で120もの新規契約を獲得したことで年末までに顧客数が1,578にまで達し倍近くに増えたことを発表した。同時に売上高が前年比130%増、社員数も倍近くに増えたことを発表した。
2012年4月、MarketoはCrowd Factoryを買収し、ソーシャルメディアマーケティング機能を同社のアプリケーションスイートに統合。
Marketoは新規株式公開を2013年までに申請し、2013年5月17日に上場した。 2013年12月、マルケトはウェブサイトのパーソナライズを専門とするイスラエルの企業、 Insightera を2000万ドルで買収した。
2016年6月、Vista Equity PartnersがMarketoを約17億9000万ドルで買収する合意を発表し、2017年8月に買収が完了した。2016年10月にSteve LucasがMarketoの新しい最高経営責任者に任命される。2017年8月、MarketoはGoogleのツールをMarketo製品に統合する6年間の提携の一環として同社のマーケティングオートメーションのソフトウェアをすべてGoogle Cloud Platformに移行すると発表したが、2019年に一時停止した 。公式に放棄されたわけではないが、これ以上のGoogleへのサービス移行は行われておらず、実際、移行されたサービスの多くは社内に戻されている。
2018年9月20日、アドビはMarketoを47億5000万ドルで買収することを発表、同年10月に買収を完了した。